# Uzanse i zwyczaje handlowe
Zwyczaj handlowy – tradycyjny sposób postępowania stron kontraktu przy zawieraniu i wykonywaniu umów handlowych.
Z uzansem handlowym mamy do czynienia wówczas, gdy zwyczaj handlowy zostanie zarejestrowany i ogłoszony przez określoną organizację międzynarodową. Zwyczaje i uzanse nie mogą być sprzeczne z powszechnie obowiązującymi przepisami prawa. Muszą być jasno określone oraz powszechnie znane. Zawsze będą względnie obowiązujące i stanowią tylko uzupełnienie obowiązujących norm prawnych.

## Podział zwyczajów i uzansów handlowych
- branżowe: są stosowane w gałęziach transportu lub w handlu określonymi towarami.
- lokalne: odnoszą się do danego terytorium np. portów morskich.
- powszechne: są stosowane na całym świecie.

Często dąży się do ustalenia jednolitych, powszechnie obowiązujących na całym świecie wykładni i przeprowadza się kodyfikację zwyczajów i uzansów handlowych. Do najważniejszych należą:
- Incoterms 2000,
- Combiterms 2000,
- Amerykańskie Znowelizowane Definicje Handlu Zagranicznego,
- Reguły Hasko-Visbijskie,
- Reguły Hamburskie,
- Reguły Yorku-Antwerpii,
- Jednolite Zwyczaje i Praktyka Dotyczące Akredytyw dokumentowych,
- Jednolite Zwyczaje i Praktyka Dotyczące Inkasa Dokumentów Handlowych,
- Zwyczaje i uzanse dotyczące ilości towarów,
- Uzanse dotyczące terminów dostaw oraz
- Zwyczaje i uzanse dotyczące przewozu.